# Stefano Travaglia
Stefano Travaglia, né le 18 décembre 1991 à Ascoli Piceno, est un joueur de tennis italien, professionnel depuis 2009.

## Carrière

### Débuts
Stefano Travaglia s'installe en Argentine en 2010 et passe ses premières saisons à arpenter essentiellement le circuit sud-américain. En juillet 2011, il se blesse gravement au bras et à la main droite après être tombé à travers une vitre. Il n'est de retour sur le court qu'en août 2012. Il obtient ses premiers résultats en Challenger en 2013 avec une demi-finale à Salinas puis à San Benedetto del Tronto.
En 2014, il participe aux qualifications du Masters 1000 de Rome et crée la surprise en se qualifiant pour le tableau principal, grâce à des victoires contre Albert Montañés et Blaž Rola. Cependant il s'incline au premier tour face à son compatriote Simone Bolelli, après un match disputé en 3 sets. Au cours des deux saisons suivantes, il manque plusieurs mois de compétition en raison de diverses blessures.

### 2017 - 2018. Première victoire en Grand Chelem
Il se reprend en enchaînant les succès dans les tournois Futures. En avril 2017, il est demi-finaliste au Challenger de Francavilla, puis s'impose dans la foulée à Ostrava, face à son compatriote Marco Cecchinato.
En juillet, il participe aux qualifications de Wimbledon. Il se qualifie pour son premier tournoi du Grand Chelem avec trois victoires face à Salvatore Caruso, Quentin Halys et Peter Polansky. Au premier tour, il s'incline face à un autre qualifié, le Russe Andrey Rublev (63-7, 6-3, 7-5, 1-6, 7-5).
En septembre, il se qualifie à nouveau pour un tournoi du Grand Chelem, à l'US Open. Opposé au premier tour à la tête de série no 22, Fabio Fognini, il crée la surprise en s'imposant en quatre sets au terme d'une rencontre houleuse. Il s'incline au tour suivant face au Serbe Viktor Troicki.
En 2018, il commence sa saison au Qatar à Doha où il s'incline au deuxième tour face à l'Argentin Guido Pella. Il ne parvient pas à se qualifier pour l'Open d'Australie, battu au deuxième tour des qualifications face à Jaume Munar. Il participe ensuite au tournoi de Quito et bat l'Espagnol Pablo Andújar puis s'incline face au Chilien Nicolás Jarry. En mars, il remporte son deuxième titre en Challenger, à Marbella, en battant en finale l'Argentin Guido Andreozzi.
Il ne parvient pas à se qualifier pour Roland-Garros mais atteint en revanche le tableau principal à Wimbledon, où il est éliminé au premier tour par John Millman, ainsi qu'à l'US Open, où il abandonne contre Hubert Hurkacz, après s'être qualifié. Pour finir l'année, il dispute deux demi-finales en Challenger, à Biella et à Brest, s'inclinant respectivement face à Stefano Napolitano et à Hubert Hurkacz.

### 2019. Excellent en Challenger et première victoire sur un top 10
Il commence l'année à l'Open d'Australie où il se qualifie pour la première fois grâce à des victoires contre Andrej Martin, Go Soeda et Kimmer Coppejans. Au premier tour, il s'impose en 4 sets face à l'Argentin Guido Andreozzi et remporte son second match en Grand Chelem. Au deuxième tour, il s'incline logiquement face au Géorgien Nikoloz Basilashvili, alors 20e mondial, après une belle bataille en 5 sets.
En avril, il remporte son troisième titre en Challenger, à Francavilla, face à l'Allemand Oscar Otte. À Roland-Garros, il se qualifie pour le tableau principal et s'incline au premier tour contre Adrian Mannarino, en 5 sets. Il enchaîne avec une nouvelle finale en Challenger, à Shymkent, s'inclinant face à Andrej Martin.
En juillet, il participe au tournoi d'Umag où il bat Thomas Fabbiano puis à nouveau Fabio Fognini, qui abandonne, blessé à la jambe. Il s'agit de sa première victoire contre un joueur du top 10. En quart de finale, il s'incline face au futur finaliste du tournoi, le Hongrois Attila Balázs. Grâce à cette performance, il monte dans le top 100 du classement ATP à la 98e place. 
En août, il remporte son quatrième Challenger à Sopot contre Filip Horanský. Il finit l'année 84e mondial.

### 2020. Participation à l'ATP Cup
Pour commencer sa saison, il est appelé pour représenter l'Italie lors de la première édition de l'ATP Cup. Lors de la première rencontre face à la Russie, il s'incline face à Karen Khachanov. Lors de la deuxième rencontre face à la Norvège, il s'impose face à Viktor Durasovic. Et lors de la dernière rencontre face aux États-Unis, il crée la surprise en s'imposant face à Taylor Fritz, son deuxième succès face à un top 30. Malheureusement, l'Italie ne parvient pas à se qualifier pour la phase finale. Il enchaîne ensuite avec une finale en Challenger à Bendigo, perdue face à Steve Johnson. À l'Open d'Australie, il s'incline au premier tour face au Chilien Cristian Garín.
En février, il est tête de série no 3 au tournoi de Pune. Il ne va pas pour autant s'imposer car il perd d'entrée face au Biélorusse Ilya Ivashka. Il se rattrape sur terre battue en atteignant le 3e tour à Rome en battant une nouvelle fois Fritz, puis Borna Ćorić, ainsi qu'à Roland-Garros où il écarte Kei Nishikori au second tour en cinq sets (6-4, 2-6, 7-67, 4-6, 6-2).

### 2021. Première finale ATP
En 2021, il crée la surprise lors du Great Ocean Road Open à Melbourne en se qualifiant pour la finale après avoir notamment éliminé Alexander Bublik et Hubert Hurkacz. Il est battu par son jeune compatriote Jannik Sinner.

## Palmarès

### Titre en simple
Aucun

### Finale en simple
| No | Date       | Nom et lieu du tournoi           | Catégorie | Dotation  | Surface    | Vainqueur     | Score     |          |
| -- | ---------- | -------------------------------- | --------- | --------- | ---------- | ------------- | --------- | -------- |
| 1  | 01-02-2021 | Great Ocean Road Open, Melbourne | ATP 250   | 320 775 $ | Dur (ext.) | Jannik Sinner | 7-64, 6-4 | Parcours |

## Parcours dans les tournois duGrand Chelem

### En simple
| Année | Open d'Australie | Open d'Australie | Internationaux de France | Internationaux de France | Wimbledon       | Wimbledon      | US Open         | US Open         |
| ----- | ---------------- | ---------------- | ------------------------ | ------------------------ | --------------- | -------------- | --------------- | --------------- |
| 2017  | —                | —                | —                        | —                        | 1er tour (1/64) | Andrey Rublev  | 2e tour (1/32)  | Viktor Troicki  |
| 2018  | —                | —                | —                        | —                        | 1er tour (1/64) | John Millman   | 1er tour (1/64) | Hubert Hurkacz  |
| 2019  | 2e tour (1/32)   | N. Basilashvili  | 1er tour (1/64)          | Adrian Mannarino         | —               | —              | —               | —               |
| 2020  | 1er tour (1/64)  | Cristian Garín   | 3e tour (1/16)           | Rafael Nadal             | Annulé          | Annulé         | 1er tour (1/64) | Jordan Thompson |
| 2021  | 1er tour (1/64)  | Frances Tiafoe   | 1er tour (1/64)          | Alex de Minaur           | 1er tour (1/64) | Pedro Martínez | 1er tour (1/64) | Corentin Moutet |
| 2022  | 1er tour (1/64)  | R. Bautista-Agut | —                        | —                        | —               | —              | —               | —               |
| 2023  | —                | —                | —                        | —                        | —               | —              | 1er tour (1/64) | Tommy Paul      |

N.B. : à droite du résultat se trouve le nom de l'ultime adversaire.

### En double messieurs
| Année | Open d'Australie                                                                            | Open d'Australie                                                                   | Internationaux de France                                                             | Internationaux de France                                                                 | Wimbledon | Wimbledon | US Open | US Open |
| ----- | ------------------------------------------------------------------------------------------- | ---------------------------------------------------------------------------------- | ------------------------------------------------------------------------------------ | ---------------------------------------------------------------------------------------- | --------- | --------- | ------- | ------- |
| 2020  | —                                                                                           | —                                                                                  | 1er tour (1/32) L. Sonego \|\| style="text-align:left;" \| F. Nielsen Tim Pütz       | Annulé                                                                                   | Annulé    | —         | —       |         |
| 2021  | 2e tour (1/16) Laslo Djere \|\| style="text-align:left;" \| J. Murray B. Soares             | 1er tour (1/32) M. Fucsovics \|\| style="text-align:left;" \| M. Daniell P. Oswald | 2e tour (1/16) M. Fucsovics \|\| style="text-align:left;" \| Rajeev Ram J. Salisbury | 1er tour (1/32) M. Fucsovics \|\| style="text-align:left;" \| Kevin Krawietz Horia Tecău |           |           |         |         |
| 2022  | 1er tour (1/32) Laslo Djere \|\| style="text-align:left;" \| R. Carballés Baena Hugo Gaston | —                                                                                  | —                                                                                    | —                                                                                        | —         | —         | —       |         |

N.B. : le nom du partenaire se trouve sous le résultat ; le nom des ultimes adversaires se trouve à droite.

## Parcours dans lesMasters 1000
| Année | Indian Wells | Miami              | Monte-Carlo         | Madrid | Rome                        | Canada | Cincinnati | Shanghai | Paris                 |
| ----- | ------------ | ------------------ | ------------------- | ------ | --------------------------- | ------ | ---------- | -------- | --------------------- |
| 2014  | —            | —                  | —                   | —      | 1er tour S. Bolelli         | —      | —          | —        | —                     |
|       |              |                    |                     |        |                             |        |            |          |                       |
| 2020  | n.o.         | n.o.               | n.o.                | n.o.   | 1/8 de finale M. Berrettini | n.o.   | —          | n.o.     | 1er tour A. de Minaur |
| 2021  | —            | 1er tour F. Tiafoe | 1er tour P. Carreño | —      | 2e tour D. Shapovalov       | —      | —          | n.o.     | —                     |

N.B. : sous le résultat se trouve le nom de l’ultime adversaire.

## Victoires sur le top 10
Toutes ses victoires sur des joueurs classés dans le top 10 de l'ATP lors de la rencontre.
| Légende      |
| Grand Chelem |
| Masters 1000 |
| 500 Series   |
| 250 Series   |

| # | S.T.   | Tournoi | Année | Surface      | Adversaire    | Rang | Tour | Score        |
| - | ------ | ------- | ----- | ------------ | ------------- | ---- | ---- | ------------ |
| 1 | no 105 | Umag    | 2019  | Terre battue | Fabio Fognini | no 9 | 1/8  | 6-1, 2-1 ab. |

## Classements ATP en fin de saison
| Année          | 2008 | 2009 | 2010 | 2011 | 2012 | 2013 | 2014 | 2015 | 2016 | 2017 | 2018 | 2019 | 2020 | 2021 | 2022 | 2023 | 2024 |
| Rang en simple | 1659 | 1002 | 528  | 379  | 630  | 378  | 198  | 460  | 327  | 135  | 134  | 84   | 74   | 78   | 314  | 195  | 221  |
| Rang en double | –    | 1563 | 1045 | 520  | –    | 496  | 245  | 732  | –    | 349  | 336  | 428  | 399  | 237  | 628  | 313  | 961  |

Source : (en) Classements de Stefano Travaglia sur le site officiel de la Fédération internationale de tennis